# Kate Bunce

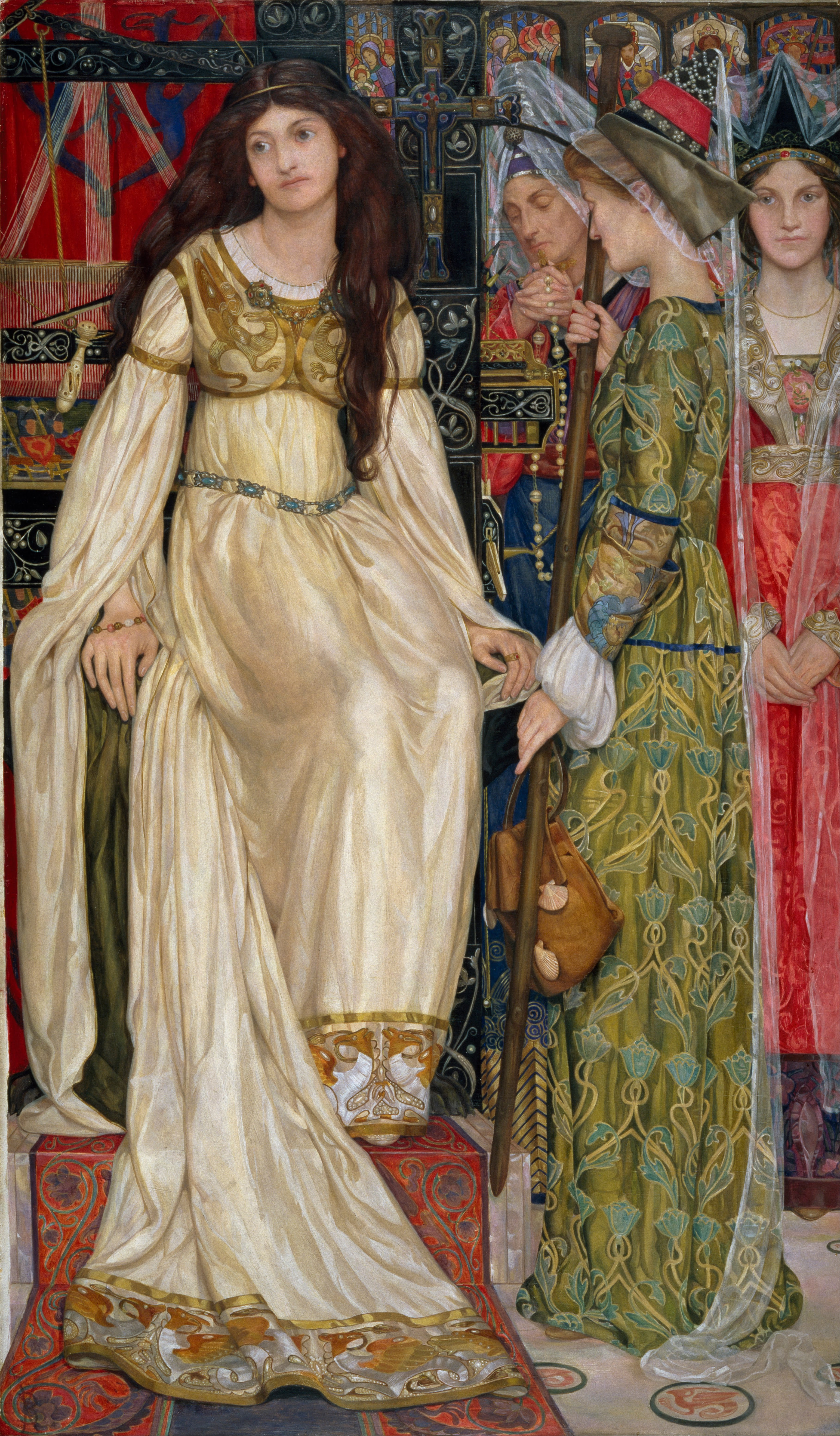
The Keepsake (1898-1901), Temple sobre lienzo.

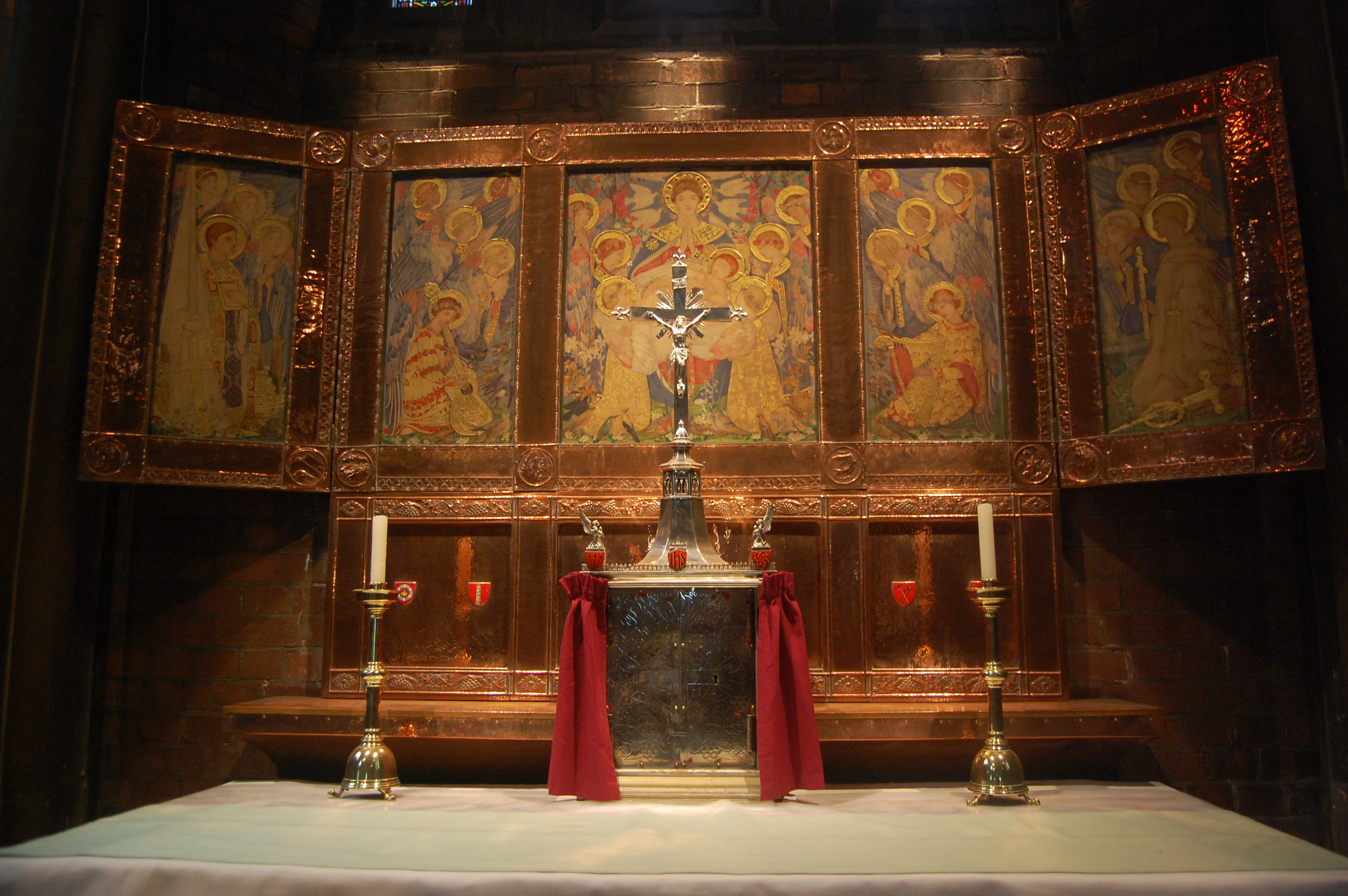
El retablo de St Alban y un tabernáculo de plata de 1938

Kate Elizabeth Bunce (25 de agosto de 1856-24 de diciembre de 1927) fue una pintora y poeta inglesa asociada con el movimiento Arts and Crafts.

## Trayectoria
Hija de John Thackray Bunce, mecenas del Museo y Galería de Arte de Birmingham y editor del Birmingham Post durante su apogeo liberal, Bunce nació en Birmingham y se educó en casa. Estudió en la Escuela de Arte de Birmingham en la década de 1880, exhibiendo por primera vez obras de arte con la Royal Birmingham Society of Artists en 1874 y con la Royal Academy of Arts desde 1887. Fue elegida como asociada de la Royal Birmingham Society of Artists en 1888 y muchas de sus obras se exhibieron en varias iglesias de Birmingham.
Su obra más antigua conocida es The Sitting Room (1887), y en 1893 Bunce fue una de las artistas invitadas a contribuir con murales para colgar en el Ayuntamiento de Birmingham. Su estilo inicial fue el de la Escuela de Birmingham, donde fue una estudiante premiada durante la década de 1880. Su trabajo se vio cada vez más influenciado por Edward Burne-Jones, Dante Gabriel Rossetti y los prerrafaelitas, y se caracterizó por un fuerte dibujo de figuras y un claro uso del color. Más adelante en su vida pintó una serie de piezas decorativas en iglesias, a menudo junto con trabajos en metal de su hermana Myra Bunce. Expuso su trabajo por Inglaterra entre los años 1887 y 1912 en Londres, Manchester, Birmingham y Liverpool. Su retablo en la iglesia de St Alban's, Bordesley cuenta con muchas especies de aves.

## Vida personal

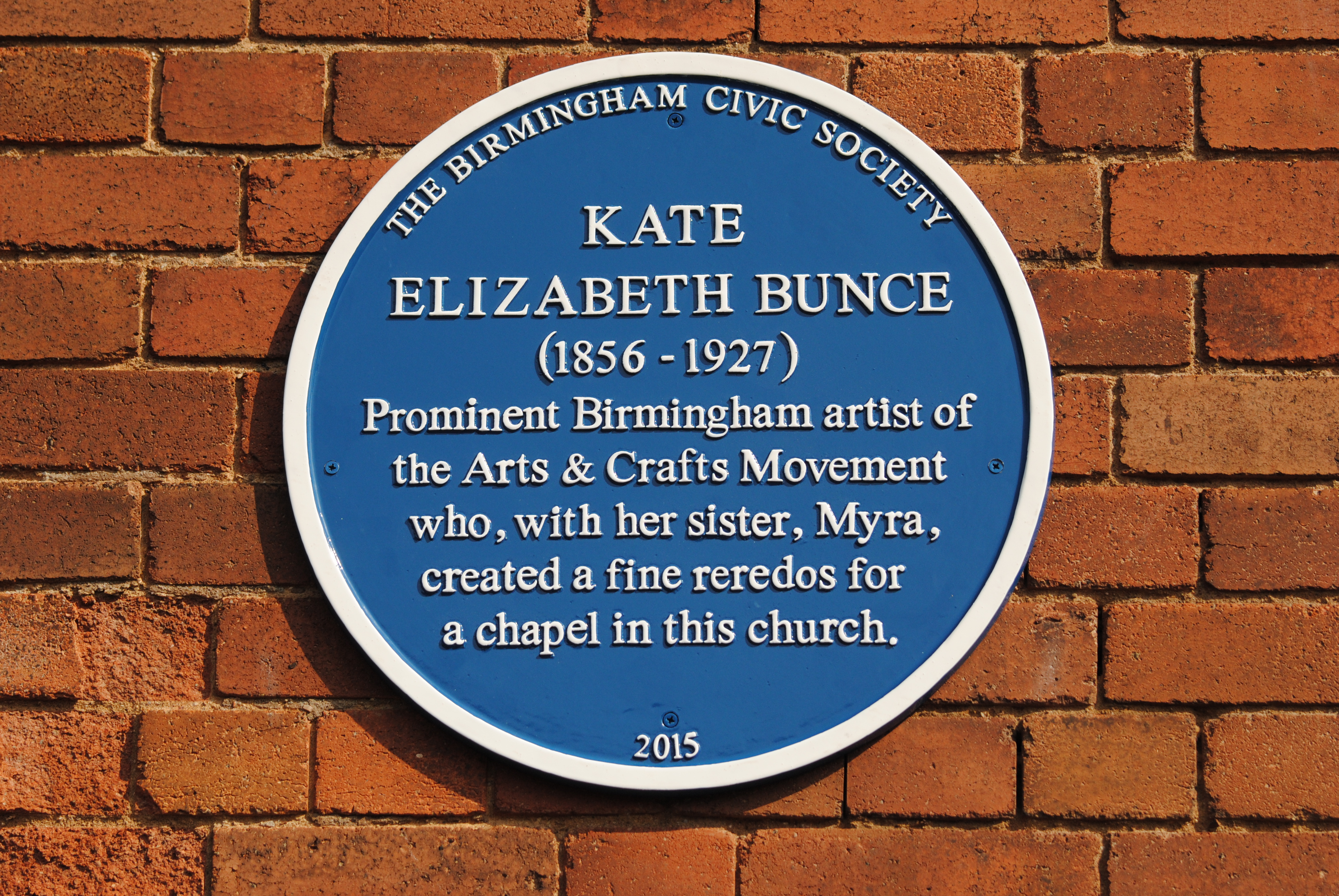
Placa azul

Bunce vivió toda su vida en Edgbaston y murió soltera. Una placa azul de la Sociedad Cívica de Birmingham en su honor fue develada en la iglesia de St Alban en septiembre de 2015 por el alcalde de Birmingham.